# Paris–Roubaix Femmes 2023
Paris-Roubaix Femmes 2023 war die 3. Austragung dieses Straßenrennens für Frauen. Das Rennen fand am 8. April statt, einen Tag vor dem entsprechenden Rennen für Männer, und war Teil der UCI Women’s WorldTour.

## Teilnehmende Mannschaften
| UCI Women's WorldTeams (15)- Trek-Segafredo - SD Worx - Canyon-SRAM Racing - FDJ-Suez - Team Jumbo-Visma - Team DSM - Movistar Team - Liv Racing TeqFind - UAE Team ADQ - EF Education-TIBCO-SVB - Uno-X Pro Cycling Team - Team Jayco AlUla - Human Powered Health - Israel-Premier Tech Roland - Fenix-Deceuninck UCI Women's Continental Teams (7)- Cofidis - Parkhotel Valkenburg - AG Insurance-Soudal Quick-Step Team - Zaaf Cycling Team - Lifeplus Wahoo - St Michel-Mavic-Auber93 - Stade rochelais Charente-Maritime UCI Women's Continental Teams (2)- Ceratizit-WNT Pro Cycling - Arkéa Pro Cycling Team |
| |

## Streckenführung
Das Rennen wurde wie im Vorjahr vor dem Rathaus von Denain gestartet und endete auf der Radrennbahn von Roubaix. Im Vergleich zum Vorjahr war es gut 20 km länger, was an der Hinzufügung einer Schleife im Süden von Denain zu Beginn des Rennens lag. Die Kopfsteinsektoren des Rennens begannen bei Kilometer 63 mit dem John Degenkolb gewidmeten Sektor von Hornaing nach Wandignies. Ab dort war das Rennen identisch mit denen der zwei vorigen Ausgaben sowie mit dem Männer-Rennen. Die Gesamtlänge der (offiziellen) Kopfstein-Sektoren wurde mit 29,2 km angegeben.
| Nr | Name                         | Kilometrierung | Länge (km) | Sterne |
| -- | ---------------------------- | -------------- | ---------- | ------ |
| 17 | Hornaing – Wandignies-Hamage | 63,0           | 3,7        | ★★★★   |
| 16 | Warlaing à Brillon           | 70,4           | 2,4        | ★★★    |
| 15 | Tilloy – Sars-et-Rosières    | 73,9           | 2,4        | ★★★★   |
| 14 | Beuvry-la-Forêt–Orchies      | 80,3           | 1,4        | ★★★    |
| 13 | Orchies                      | 85,3           | 1,7        | ★★★    |
| 12 | Auchy-lez-Orchies – Bersée   | 91,4           | 2,7        | ★★★★   |
| 11 | Mons-en-Pévèle               | 96,9           | 3,0        | ★★★★★  |
| 10 | Mérignies à Avelin           | 102,9          | 0,7        | ★★     |
| 9  | Pont-Thibaut à Ennevelin     | 106,3          | 1,4        | ★★★    |
| 8  | L'Épinette                   | 111,7          | 0,2        | ★      |
| 8  | Moulin-de-Vertain            | 112,2          | 0,5        | ★★     |
| 7  | Cysoing à Bourghelles        | 118,6          | 1,3        | ★★★    |
| 6  | Bourghelles à Wannehain      | 121,1          | 1,1        | ★★★    |
| 5  | Camphin-en-Pévèle            | 125,6          | 1,8        | ★★★★   |
| 4  | Carrefour de l’Arbre         | 128,3          | 2,1        | ★★★★★  |
| 3  | Gruson                       | 130,6          | 1,1        | ★★     |
| 2  | Willems à Hem                | 137,3          | 1,4        | ★★     |
| 1  | Espace Charles Crupelandt    | 144,1          | 0,3        | ★      |

## Rennverlauf und Ergebnis
Das Rennen fand bei bedecktem Himmel statt; Regen blieb aus, aber von den Vortagen blieb stellenweise noch Nässe und Schlamm auf den Pavés. Bei einer Erkundungsfahrt zwei Tage zuvor hatte sich Vittoria Guazzini einen Beckenbruch zugezogen.
Nach etwa 20 Kilometern bildete sich eine große, 18-köpfige Ausreißergruppe. Diese ging mit einem Vorsprung von 5 Minuten auf die ersten Kopfstein-Sektoren. Daniek Hengeveld ging längere Zeit solo vor dem Rest der Ausreißergruppe, wurde aber bei Mons-en-Pévèle wieder eingeholt.
Im Hauptfeld hatte Marianne Vos gleich auf den ersten Pavés eine Reifenpanne und musste über 30 km allein oder mit anderen abgehängten Fahrerinnen dem Hauptfeld nachjagen. In jenem Hauptfeld verschärfte Lotte Kopecky auf dem Sektor von Auchy nach Bersée das Tempo; hinter ihr gab es einen Sturz, der die Masse der Fahrerinnen aufhielt. Nach dem Sektor von Mons-en-Pévèle verblieben noch 15 Fahrerinnen in der Spitzengruppe, die zweite Gruppe mit Kopecky und den meisten Favoritinnen zählte 18 Köpfe und war noch zweieinhalb Minuten zurück, Vos war in einer dritten Gruppe eine Minute dahinter. Auf dem folgenden Sektor von Pont-Thibault gab es in der zweiten Gruppe einen schweren Sturz, dem einzig Romy Kasper unbeschadet entkam. Kopecky und die Vorjahressiegerin Elisa Longo Borghini fielen infolgedessen in die dritte Gruppe zurück, Sanne Cant musste das Rennen aufgeben.
Über die nächsten paar Rennabschnitte hinweg kamen sich die drei Gruppen immer näher, wobei sich in der dritten Gruppe vor allem Lorena Wiebes für ihre Anführerin Kopecky aufrieb. Auf dem Sektor von Camphin-en-Pévèle und den beiden nachfolgenden gab es allerorten Tempobeschleunigungen. Als sich der Staub legte, waren von den Ausreißern noch Marta Lach, Eugénie Duval, Alison Jackson, Katia Ragusa, Marthe Truyen, Femke Markus und Marion Borras übrig mit 45 Sekunden vor einem Dutzend Fahrerinnen, darunter Kopecky, Vos, Longo Borghini, Pfeiffer Georgi, Elise Chabbey und Lucinda Brand. 
Die zweite Gruppe holte schnell auf und lag 10 Kilometer vor dem Ziel nur noch 10 Sekunden hinter den Ausreißerinnen. Uneinigkeit angesichts der Präsenz der guten Sprinterinnen Kopecky und Vos, die keine Mannschaftskolleginnen mehr hatten, verhinderte immer wieder, dass sich das Loch schloss. Die Ausreißergruppe konnte so ihren Vorsprung bis zum Velodrom verteidigen. Im Sprint auf der Bahn stürzte Femke Markus eingangs der Gegengeraden; Jackson gewann den Sprint vor Ragusa und Truyen. Den Sprint der zweiten Gruppe entschied Kopecky für sich.
| \| Gesamtwertung \| Gesamtwertung \| Gesamtwertung \| Gesamtwertung \| Gesamtwertung \| \| Fahrerin \| Fahrerin \| Land \| Team \| Zeit \| \| ------------- \| ----------------------- \| ---------------------- \| ------------------------------ \| --------------- \| \| 1. \| Alison Jackson \| Kanada \| EF Education-TIBCO-SVB \| 3 h 42 min 56 s \| \| 2. \| Katia Ragusa \| Italien \| Liv Racing TeqFind \| + 0 s \| \| 3. \| Marthe Truyen \| Belgien \| Fenix-Deceuninck \| + 0 s \| \| 4. \| Eugénie Duval \| Frankreich \| FDJ-Suez \| + 0 s \| \| 5. \| Marion Borras \| Frankreich \| St Michel-Mavic-Auber 93 \| + 0 s \| \| 6. \| Marta Lach \| Polen \| Ceratizit-WNT Pro Cycling \| + 3 s \| \| 7. \| Lotte Kopecky \| Belgien \| SD Worx \| + 12 s \| \| 8. \| Pfeiffer Georgi \| Vereinigtes Königreich \| Team DSM \| + 12 s \| \| 9. \| Chiara Consonni \| Italien \| UAE Team ADQ \| + 12 s \| \| 10. \| Marianne Vos \| Niederlande \| Team Jumbo-Visma \| + 12 s \| \| 11. \| Julie Leth \| Dänemark \| Uno-X Pro Cycling Team \| + 12 s \| \| 12. \| Lucinda Brand \| Niederlande \| Trek-Segafredo \| + 12 s \| \| 13. \| Grace Brown \| Australien \| FDJ-Suez \| + 12 s \| \| 14. \| Margaux Vigié \| Frankreich \| Lifeplus Wahoo \| + 12 s \| \| 15. \| Christina Schweinberger \| Österreich \| Fenix-Deceuninck \| + 12 s \| \| 16. \| Elise Chabbey \| Schweiz \| Canyon-SRAM Racing \| + 12 s \| \| 17. \| Romy Kasper \| Deutschland \| AG Insurance-Soudal Quick-Step \| + 12 s \| \| 18. \| Amber Pate \| Australien \| Team Jayco AlUla \| + 12 s \| \| 19. \| Femke Markus \| Niederlande \| SD Worx \| + 18 s \| \| 20. \| Jesse Vandenbulcke \| Belgien \| Human Powered Health \| + 21 s \| |                         |                        |                                |                 |
| |                         |                        |                                |                 |
| Quelle: ProCyclingStats |                         |                        |                                |                 |
| Gesamtwertung |                         |                        |                                |                 |
| Fahrerin | Fahrerin                | Land                   | Team                           | Zeit            |
| 1. | Alison Jackson          | Kanada                 | EF Education-TIBCO-SVB         | 3 h 42 min 56 s |
| 2. | Katia Ragusa            | Italien                | Liv Racing TeqFind             | + 0 s           |
| 3. | Marthe Truyen           | Belgien                | Fenix-Deceuninck               | + 0 s           |
| 4. | Eugénie Duval           | Frankreich             | FDJ-Suez                       | + 0 s           |
| 5. | Marion Borras           | Frankreich             | St Michel-Mavic-Auber 93       | + 0 s           |
| 6. | Marta Lach              | Polen                  | Ceratizit-WNT Pro Cycling      | + 3 s           |
| 7. | Lotte Kopecky           | Belgien                | SD Worx                        | + 12 s          |
| 8. | Pfeiffer Georgi         | Vereinigtes Königreich | Team DSM                       | + 12 s          |
| 9. | Chiara Consonni         | Italien                | UAE Team ADQ                   | + 12 s          |
| 10. | Marianne Vos            | Niederlande            | Team Jumbo-Visma               | + 12 s          |
| 11. | Julie Leth              | Dänemark               | Uno-X Pro Cycling Team         | + 12 s          |
| 12. | Lucinda Brand           | Niederlande            | Trek-Segafredo                 | + 12 s          |
| 13. | Grace Brown             | Australien             | FDJ-Suez                       | + 12 s          |
| 14. | Margaux Vigié           | Frankreich             | Lifeplus Wahoo                 | + 12 s          |
| 15. | Christina Schweinberger | Österreich             | Fenix-Deceuninck               | + 12 s          |
| 16. | Elise Chabbey           | Schweiz                | Canyon-SRAM Racing             | + 12 s          |
| 17. | Romy Kasper             | Deutschland            | AG Insurance-Soudal Quick-Step | + 12 s          |
| 18. | Amber Pate              | Australien             | Team Jayco AlUla               | + 12 s          |
| 19. | Femke Markus            | Niederlande            | SD Worx                        | + 18 s          |
| 20. | Jesse Vandenbulcke      | Belgien                | Human Powered Health           | + 21 s          |